# Rudolf von Oetinger
Rudolf von Oetinger (* 1. Januar 1830 in Werben (Spreewald); † 27. Dezember 1920) war ein preußischer Generalleutnant.

## Leben

### Herkunft
Rudolf war ein Sohn des preußischen Premierleutnants und Herrn auf Werben Adolf von Oetinger (1798–1839) und dessen Ehefrau Ulrike, geborene von Buchholz († 1859). Sein älterer Bruder Eugen (1826–1915) stieg ebenfalls zum Generalleutnant auf.

### Militärkarriere
Nach seiner Erziehung im elterlichen Hause und im Bensberger Kadettenhaus legte Oetinger sein Abitur auf dem Gymnasium in Cottbus ab. Am 7. November 1848 trat er als Avantageur in die 2. Kompanie der 5. Jäger-Abteilung der Preußischen Armee in Görlitz ein. Im Jahr darauf nahm er während der Niederschlagung der Badischen Revolution an den Gefechten bei Ladenburg, am Federbach und bei Steinmauern sowie der Belagerung von Rastatt teil. Er avancierte bis Mitte Oktober 1852 zum Sekondeleutnant und wurde am 14. September 1858 nach Sangerhausen in das 4. Jäger-Bataillon versetzt. Im April/Mai 1860 war er zu Ausbildungszwecken zur Gewehrfabrik nach Sömmerda kommandiert. Mit der Beförderung zum Premierleutnant erfolgte am 1. Juni 1860 seine Versetzung in das neuformierte 3. Thüringische Infanterie-Regiment Nr. 71 nach Erfurt. Anlässlich der Einführung des Dreyse-Zündnadelgewehrs war Oetinger zu Beginn des Jahres 1862 für zwei Monate zum Herzoglich Sachsen-Altenburgischen Kontingent nach Altenburg kommandiert. Unter Stellung à la suite seines Regiments wurde er am 21. April 1866 als Hauptmann und Kompaniechef zur Dienstleistung zum Fürstlich Waldeckschen Füsilier-Bataillon kommandiert, mit dem er im gleichen Jahr während des Deutschen Krieges an der Einschließung von Mainz teilnahm.
Am 25. September 1867 wurde Oetinger als Chef der 8. Kompanie in das 7. Thüringische Infanterie-Regiment Nr. 96 nach Gera versetzt. Er führt seine Kompanie 1870/71 im Krieg gegen Frankreich bei Beaumont und Sedan sowie vor Paris. Für sein Wirken mit dem Eisernen Kreuz II. Klasse ausgezeichnet, wurde er am 12. Juli 1873 unter Verleihung des Charakters als Major wieder in das 3. Thüringische Infanterie-Regiment Nr. 71 versetzt. Am 8. September 1873 erhielt Oetinger das Patent zu seinem Dienstgrad und wurde am 25. Mai 1876 zum Kommandeur des Füsilier-Bataillons ernannt. Im Juli 1877 absolvierte er einen Informationskursus für Stabsoffiziere der Infanterie an der Militärschießschule. Oetinger wurde am 17. April 1879 zum Kommandeur des Magdeburgischen Jäger-Bataillons Nr. 4 ernannt und Mitte September 1880 zum Oberstleutnant befördert. Unter Stellung à la suite beauftragte man ihn am 13. März 1884 zunächst mit der Führung des Anhaltischen Infanterie-Regiments Nr. 93 und ernannte ihn am 10. Juni 1884 als Oberst zum Regimentskommandeur. Am 4. August 1888 wurde Oetinger unter Stellung à la suite mit der Führung der 10. Infanterie-Brigade in Frankfurt (Oder) beauftragt und mit der Beförderung zum Generalmajor am 18. August 1888 zum Kommandeur dieser Brigade ernannt. In Genehmigung seines Abschiedsgesuches wurde Oetinger am 11. Juni 1890 mit dem Charakter als Generalleutnant und der gesetzlichen Pension zur Disposition gestellt. Seinen Lebensabend verbrachte er in Quellendorf.

### Familie
Oetinger verheiratete sich am 11. Oktober 1864 in Falkenberg mit Klara von Blumenthal (* 1840) aus dem Hause Gottschalk. Aus der Ehe ging die Tochter Delicia (* 1865) hervor, die 1889 Theodor von Hanstein heiratete. Er war preußischer Rittmeister sowie Herr auf Bornhagen und Siemerode.